# Lichtgroene sabelsprinkhaan
De lichtgroene sabelsprinkhaan (Bicolorana bicolor) is een rechtvleugelig insect uit de familie sabelsprinkhanen (Tettigoniidae), onderfamilie Tettigoniinae.

## Kenmerken
Beschrijving, geluid,
Mannetjes bereiken een lengte van 14 tot 17 millimeter, de vrouwtjes zijn 15 tot 18 mm lang. De lichaamskleur is groen, het halsschild is bruin aan de bovenzijde maar groen aan de zijkanten zodat het wegvalt tegen de basiskleur. De vleugels en schenen van de achterpoten zijn bruin van kleur. Op de dij van de achterpoot is een duidelijk zwarte lengtestreep aanwezig. De mannetjes hebben korte cerci die een uitsteeksel aan de binnenzijde hebben zodat een ei-vormige opening ontstaat. Het vrouwtje is te herkennen aan de zeer korte, brede en sterk omhoog gekromde legboor die een zwarte kleur heeft aan het uiteinde. Soms komen langgevleugelde exemplaren voor maar meestal reiken de vleugels tot ongeveer het midden van het achterlijf.

### Onderscheid met andere soorten
De lichtgroene sabelsprinkhaan is qua lichaamsbouw te verwarren met de greppelsprinkhaan en de heidesabelsprinkhaan, maar ervan te onderscheiden door de kleur. Zowel het lichaam als de zijkant van het halsschild zijn groen van kleur bij de lichtgroene sabelsprinkhaan.

## Verspreiding en habitat
De lichtgroene sabelsprinkhaan is een zuidelijke soort die voorkomt tot uiterst zuidoostelijk België en Luxemburg. In Nederland zijn nadat sinds 2004 zwervers werden waargenomen in 2012 populaties gevonden in Limburg. In noordelijk Duitsland is een populatie bekend bij de monding van de Elbe. De habitat bestaat uit graslanden met een gemengde begroeiing. De sabelsprinkhaan is een bewoner van hogere grassen die door de zon beschenen worden. Ook langs wegbermen en spoordijken wordt de soort gevonden.

## Levenswijze
De lichtgroene sabelsprinkhaan is actief gedurende de maanden juli tot september, de mannetjes laten zich vooral horen tussen één uur in de middag tot één uur in de nacht. Het geluid bestaat uit een snelle ratel die minutenlang kan aanhouden of kan bestaan uit kortere series. Omdat het geluid tientallen meters ver draagt kan de sprinkhaan gemakkelijk geïnventariseerd worden op de zang.

## Afbeeldingen

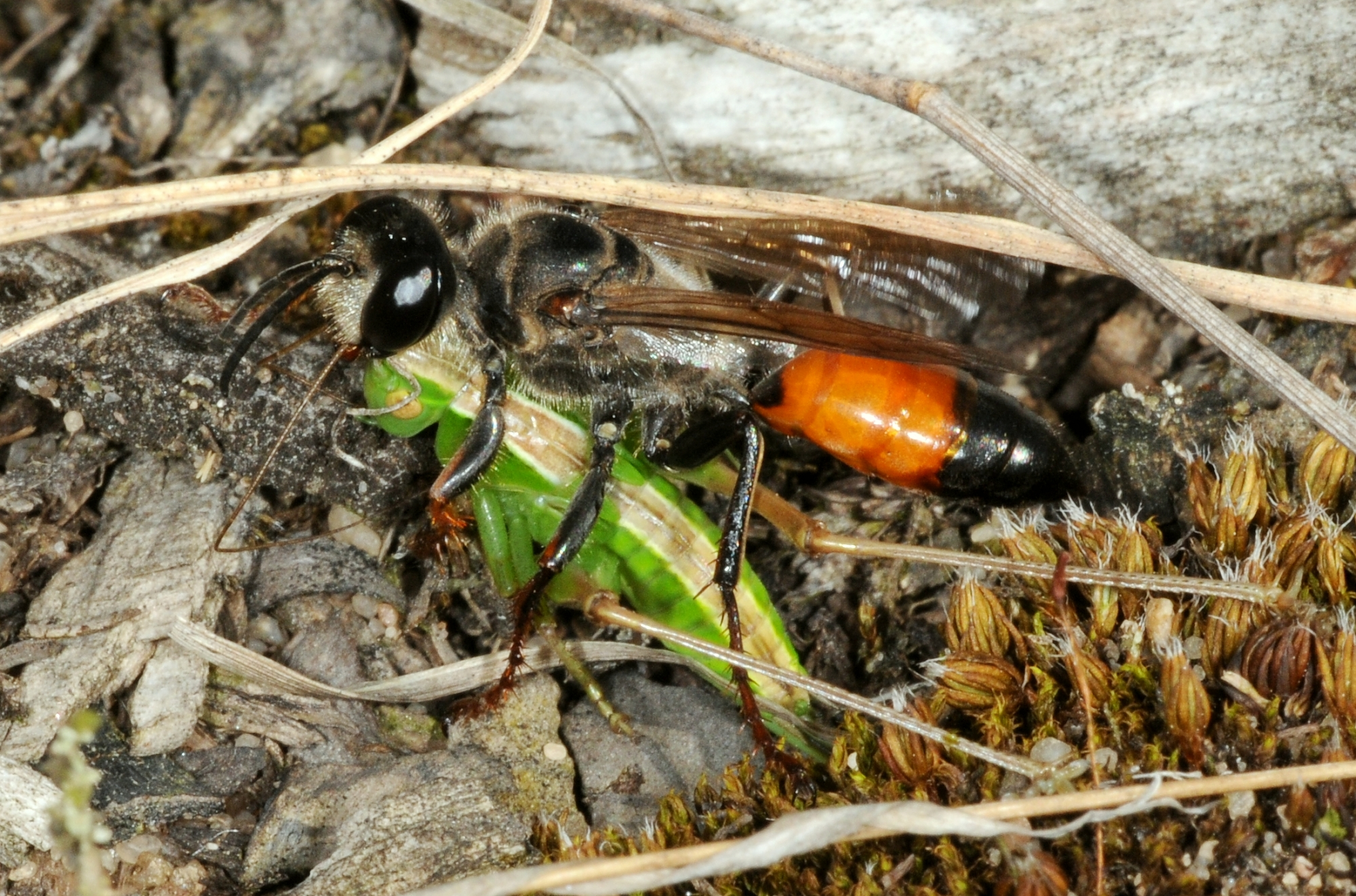
Buitgemaakte nimf door Sphex funerarius.
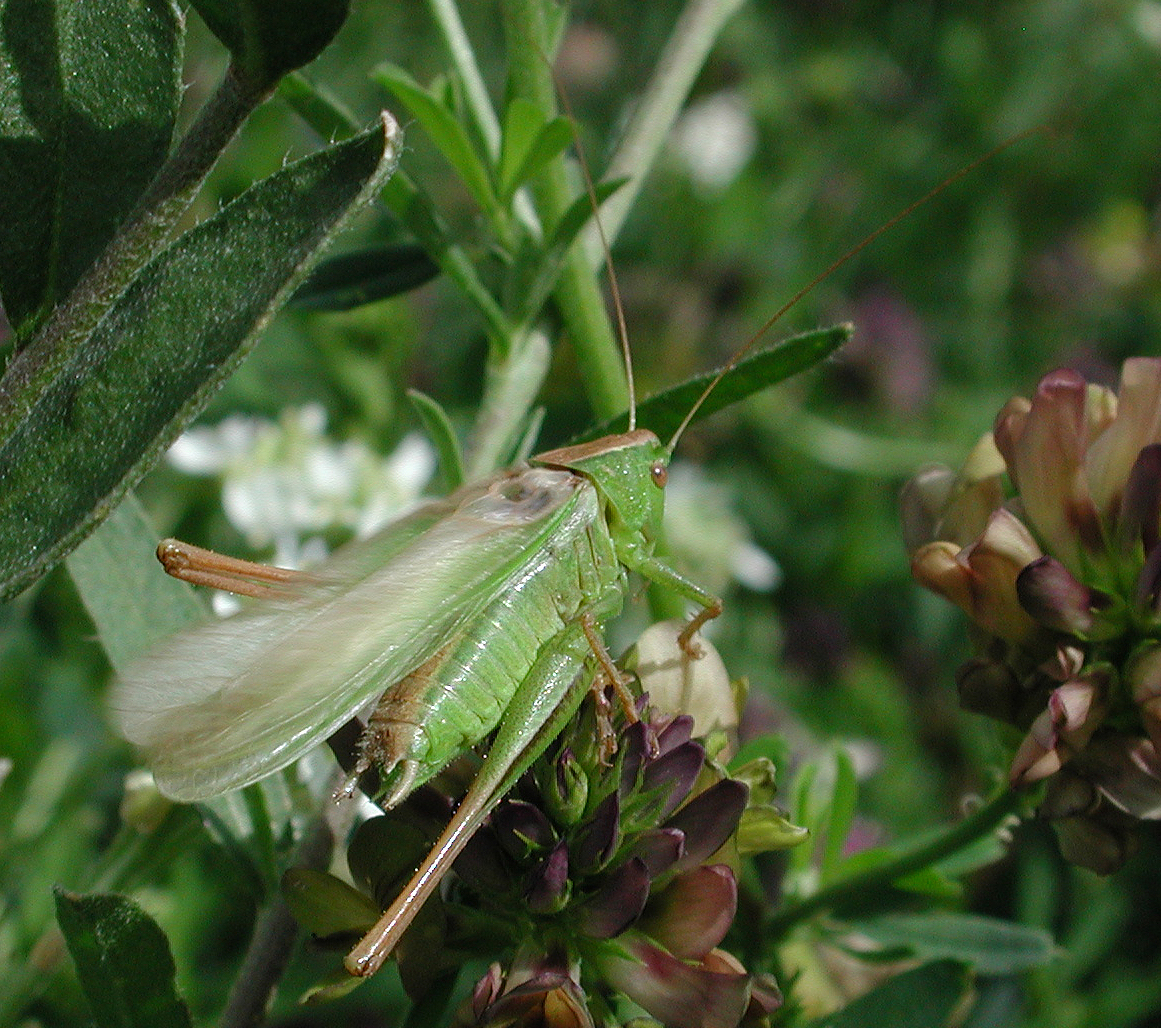
Stridulerend mannetje.
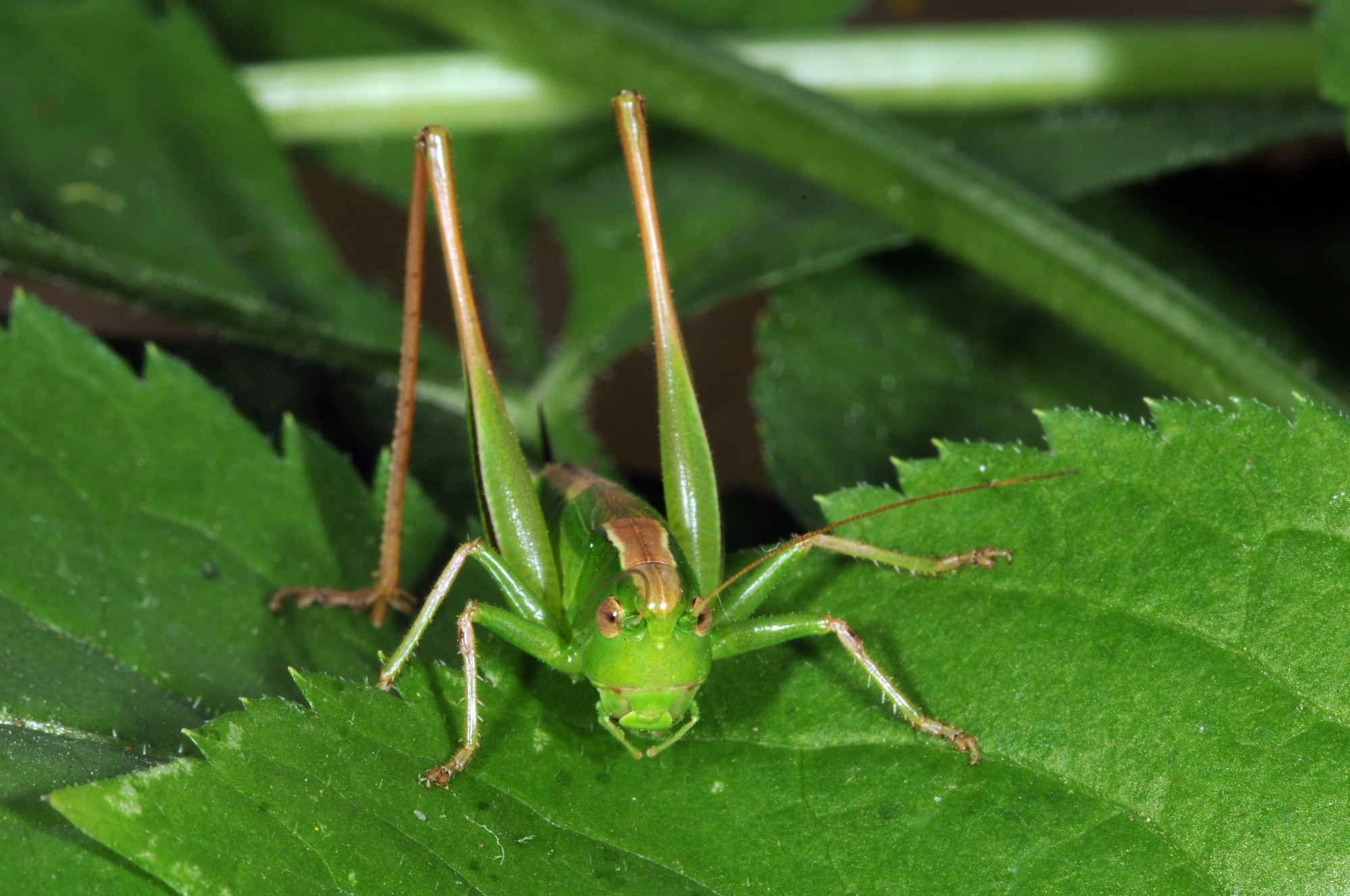
Voorzijde vrouwtje
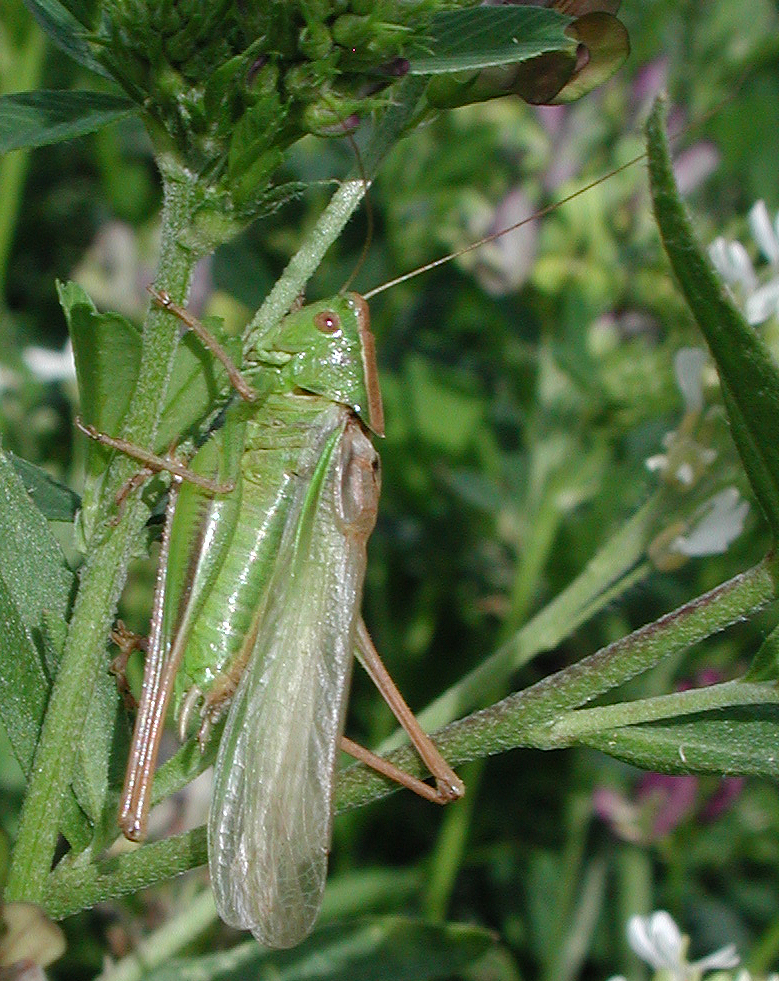
Langvleugelig mannetje